# Литтлджон, Генри
Генри Дункан Литтлджон (англ. Henry Duncan Littlejohn, 8 мая 1826, Эдинбург — 30 сентября 1914, Аррочар, Аргайл-энд-Бьют) — шотландский хирург, судебно-медицинский эксперт и пионер общественного здравоохранения. Он также известен как один из прототипов литературного персонажа Шерлока Холмса.

## Биография
Родился в Эдинбурге в 1826 году. Сын Изабеллы Дункан и Томаса Литтлджона, кондитера на Лейт-стрит, 33. Обучение он начал в Пертской академии (англ.), прежде чем учиться в Королевской высшей школе в Эдинбурге (англ.). Изучал медицину в Эдинбургском университете, получив диплом с отличием в 1847 году. Его учителями были хирурги Александр Монро и Роберт Халлидей Ганнинг.

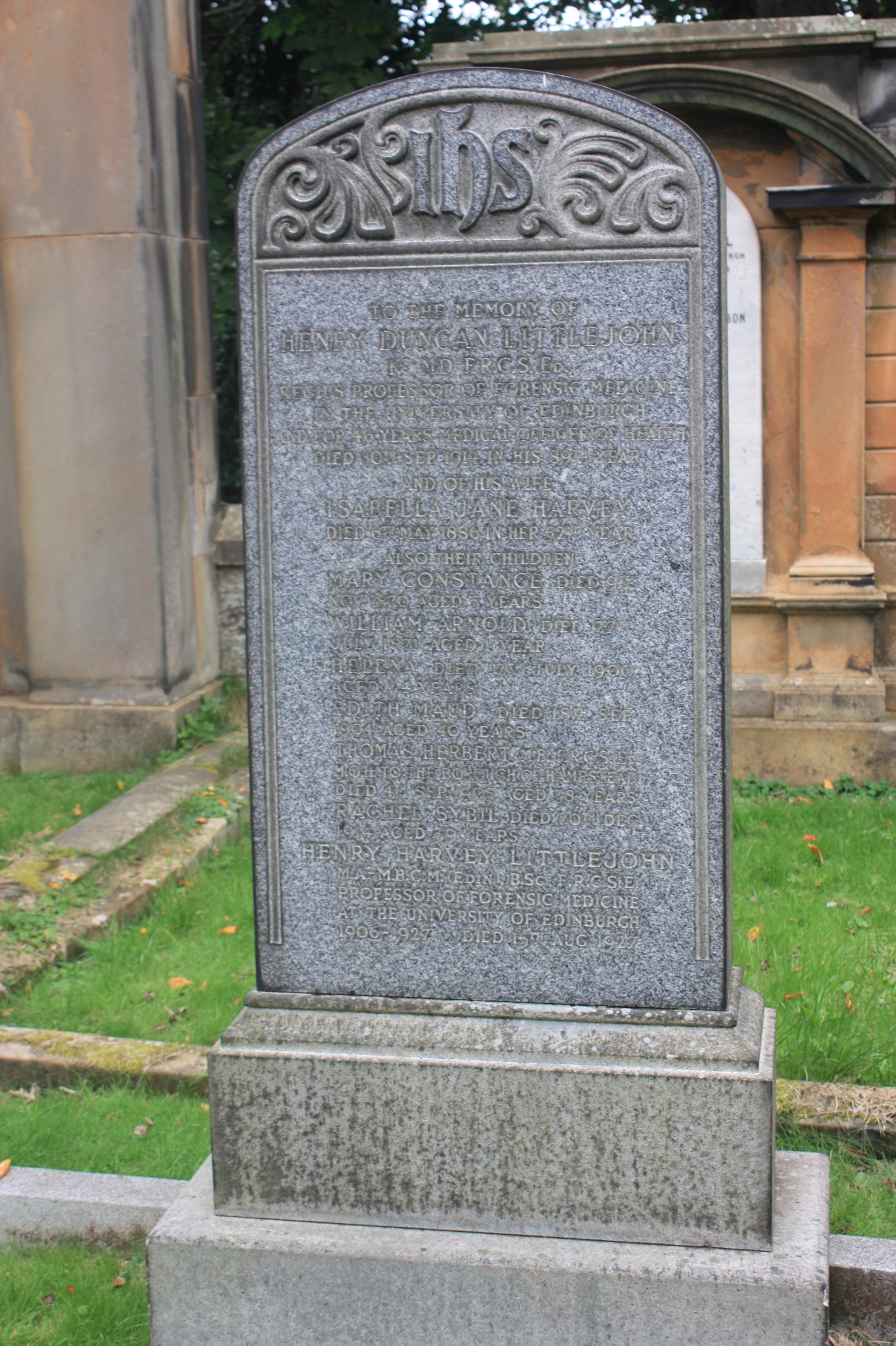
Могила Генри Данкана Литтлджона, кладбище Дин (англ.)

Литтлджон первым занимал должность санитарного врача (1862—1908 годы), внедряя типовые усовершенствования в области санитарии и требования законодательства для уведомления о случаях инфекционных заболеваний. Внёс значительный вклад в движение общественного здравоохранения в Эдинбурге и в управление общественного здравоохранения, а также в управление городским хозяйством. В последующие годы ему помогал доктор Томас Уильям Дринкуотер член Эдинбургского королевского общества (FRSE). Литтлджон также стал одним из основателей Королевской больницы для больных детей в Эдинбурге.
Находясь в должности лектора в Королевском колледже хирургов Эдинбурга (англ.) в Сардженс-холле (англ.), он был назначен на кафедру медицинской юриспруденции в Эдинбургском университете в 1897 году.
В 1854 году работал полицейским хирургом в Эдинбурге и медицинским советником Короны в Шотландии по уголовным делам. Его часто вызывали в качестве свидетеля-эксперта. С 1862 года получил должность Медицинского офицера по здоровью (Medical Officer of Health) в Эдинбурге.
Литтлджон занимал несколько видных постов в общественной жизни, в том числе девять лет в совете Королевского лазарета в Эдинбурге, президент Королевского колледжа хирургов в Эдинбурге (1875-1876), президент Медико-хирургического общества Эдинбурга (1883-1885) и президент Королевского института общественного здравоохранения (англ. Royal Institute of Public Health, 1893).
Хотя Артур Конан Дойл в первую очередь считал прототипом Шерлока Холмса Джозефа Белла, он также ссылался на Генри Литтлджона как на источник вдохновения. Литтлджон, как судебный эксперт, участвующий в полицейских расследованиях, по-видимому, присоединился к Беллу в нескольких расследованиях; Более того, Литтлджон преподавал судебную медицину Конан Дойлу, когда тот учился в медицинской школе Эдинбургского университета.
Генри Литтлджон был посвящен в рыцари в 1895 году королевой Викторией.
Проживал по адресу 24 Royal Circus в районе Нового города в Эдинбурге.
Умер в своём загородном поместье Бенреох около Аррочара (англ.), в Аргайле, в 1914 году и похоронен на кладбище Дин (англ.) в Эдинбурге. Похоронен рядом со своей женой Изабеллой Джейн Харви и их детьми. Сэр Генри был отцом Генри Харви Литтлджона (1862—1927) (обычно его звали просто Харви Литтлджоном в жизни, но посмертно в основном называли Генри), который следовал по стопам своего отца и продолжал применять тангенциальное[что?] мышление для разрешения расследований.